# Вапничка
Вапничка (Cololejeunea) — рід печіночників
Вони мають космополітичне поширення по всьому світу.
GBIF містить до 534 видів (станом на червень 2023 року), тоді як World Flora Online перераховує лише 494 результати.